# БМ-21УМ «Берест»
БМ-21УМ «Берест» — перспективная украинская реактивная система залпового огня калибра 122 мм. Система построена на базе грузового шасси КрАЗ-5401НЕ и модернизированной пусковой установки БМ-21 «Град». Вместо 40 ракет в пусковой установке «Града», установка «Береста» имеет 50 ракет

## История
Система БМ-21УМ «Берест» впервые представлена на выставке Оружие и безопасность-2018, которая проходила 9—12 октября в Киеве. «Берест» представляет собой глубокую модернизацию БМ-21 «Град», и предназначен для его замены. «Берест» имеет ряд преимуществ по сравнению с «Градом»:
- Кабина вмещает весь расчёт, тогда как в «Граде» часть боевого расчёта находится на открытых сиденьях за кабиной[3].
- Пусковая установка содержит 50 реактивных снарядов, вместо 40 в «Граде»[3].

«Берест» был изготовлен Шепетовским ремонтным заводом на собственные оборотные средства. Утверждалось, что в производстве «Береста» используются только украинские комплектующие, включая шасси.

## Описание

### Кабина
«Берест» оснащён бескапотной двухрядной 4-дверной кабиной. Кабина вмещает расчёт боевой машины и всю необходимую аппаратуру управления огнём.

### Шасси
Шасси БМ-21УМ «Берест» — грузовой автомобиль КрАЗ-5401НЕ с колёсной формулой 4х2 и грузоподъёмностью 9 тонн.

### Управление огнём и электроника
«Берест» оборудован цифровой системой управления огнём, позволяющей экипажу проводить подготовку к стрельбе, в частности, топогеодезическую привязку, не покидая кабины. Также, «Берест» интегрирован в систему обмена информацией в поле боя — расчёт РСЗО в режиме реального времени получает координаты врага, поступающие из беспилотников, контрбатарейных РЛС и т. д.
По данным источников, «Берест» имеет аппаратуру спутниковой навигации СН-4215 от «Оризон-Навигация».

### Пусковая установка
Пусковая установка содержит 50 реактивных снарядов калибра 122 мм.

## Тактико-технические характеристики
По данным разных источников:
- Скорость: 90 км/ч
- Запас хода: 600 км
- Колёсная формула: 4×4
- Полная масса: 17200 кг
- Топливный бак: 2×165 литров

## Оценки и критика
При презентации системы ничего не говорилось о системе автоматической зарядки ракет или о специальных заряжающих автомобилях.
Согласно замечаниям российских источников, шасси «Береста» не имеет домкратов для стабилизации и горизонтирования платформы.
По оценкам авторов издания Depo.ua, «Берест» является шепетовским аналогом своей же ракетной системы Верба (РСЗО).

## Галерея

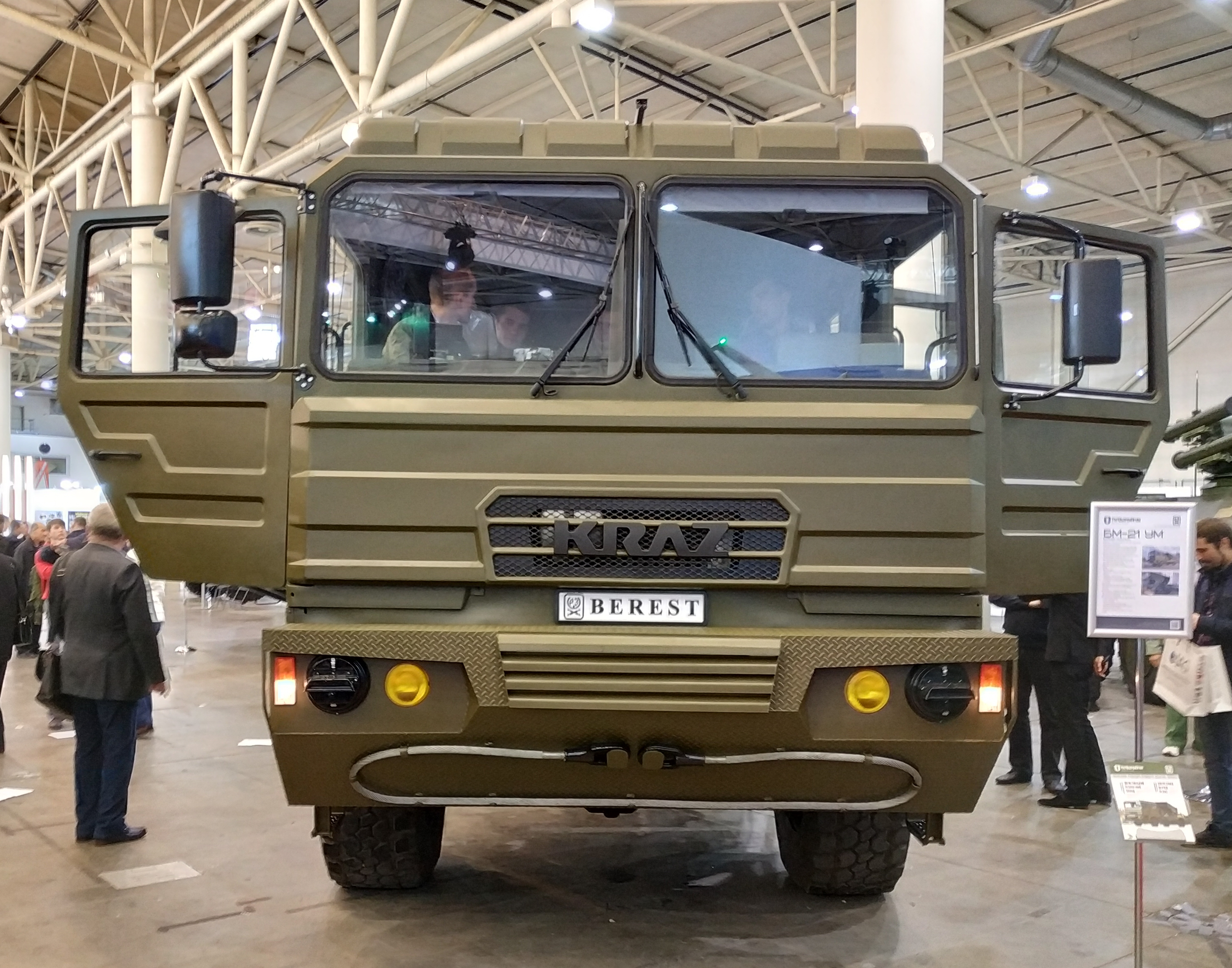
Вид спереди
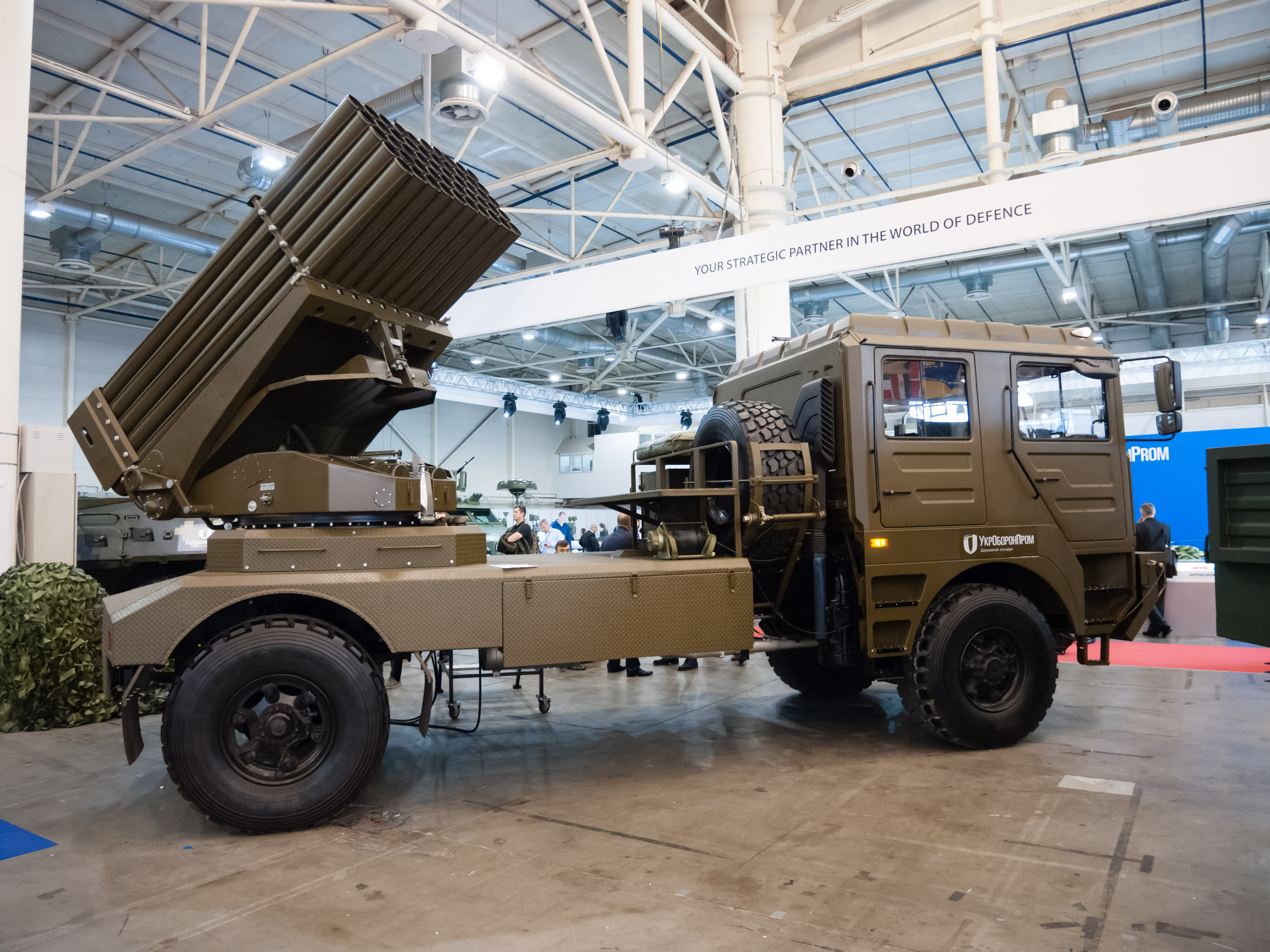
Вид сбоку
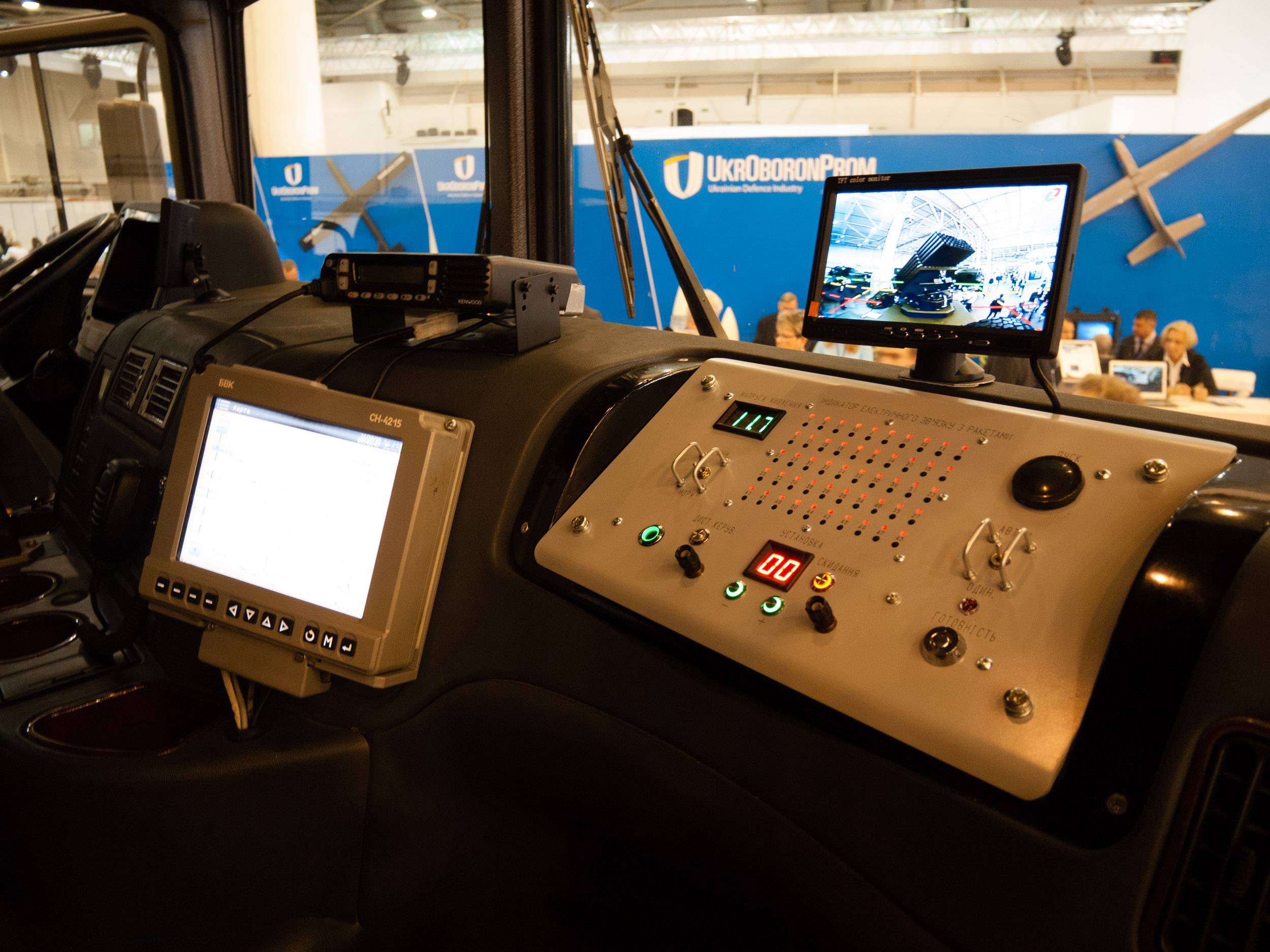
Пульт запуска в кабине
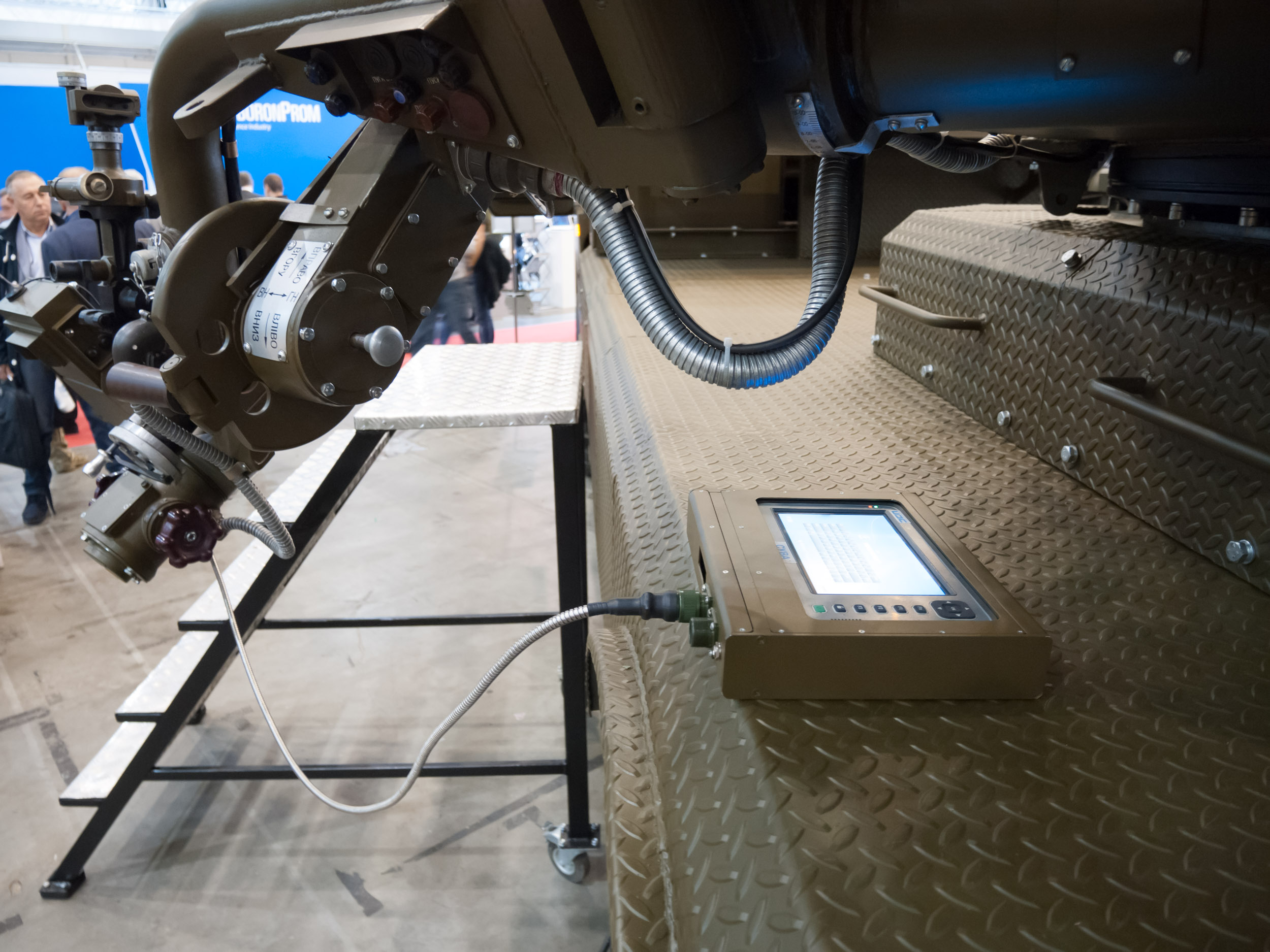
Пульт запуска возле пусковой
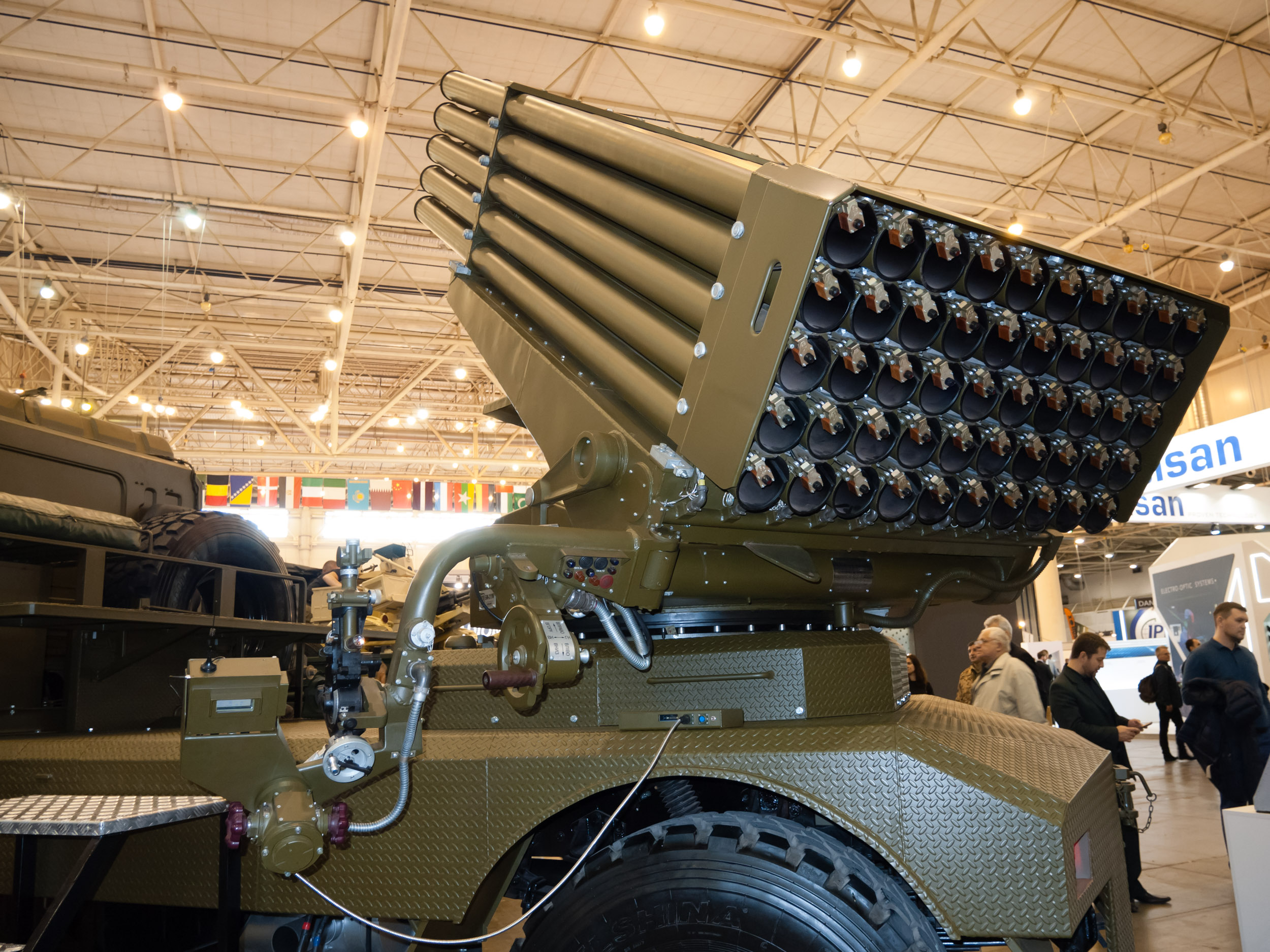
Пусковая установка
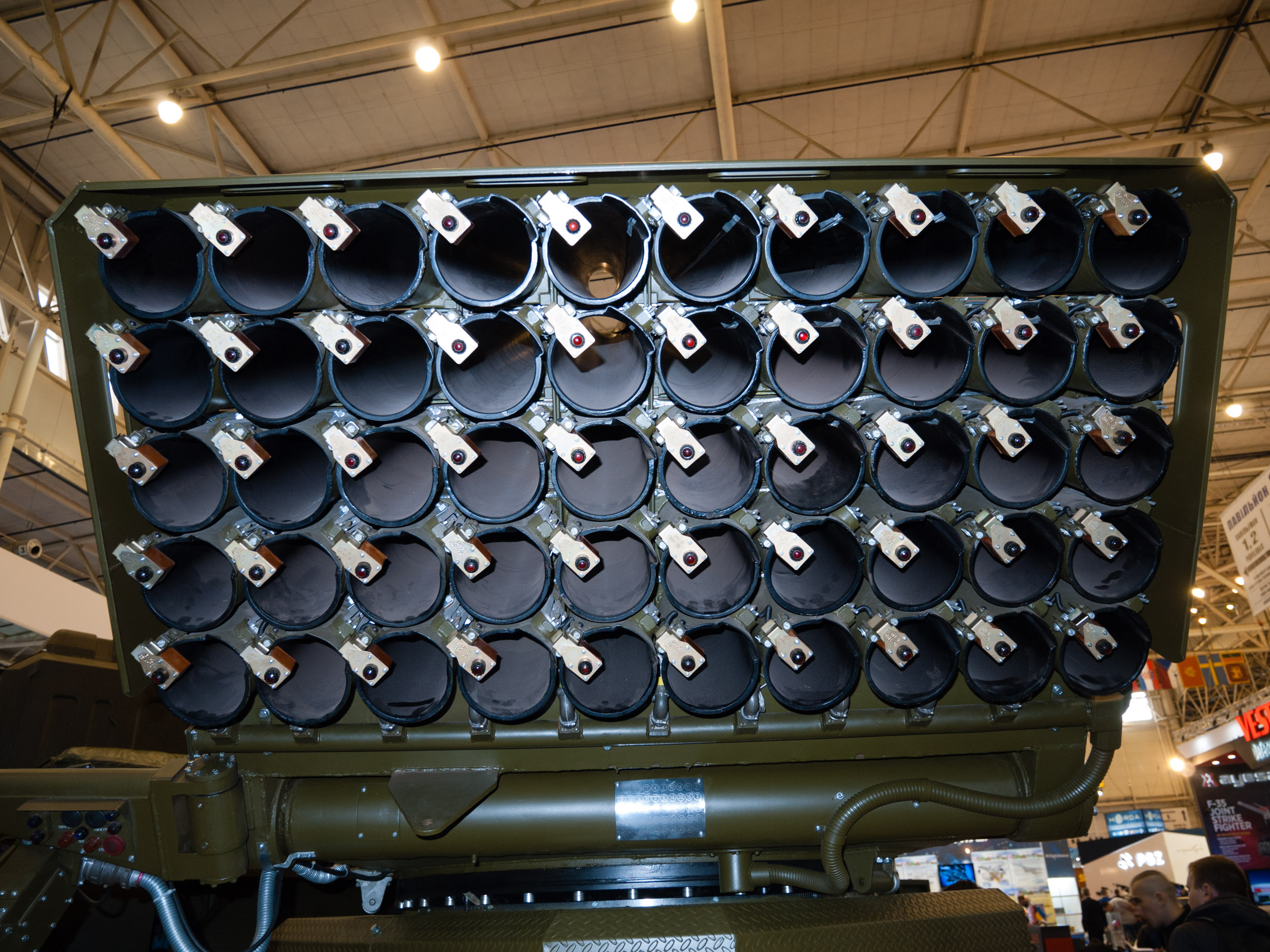
Пусковая установка
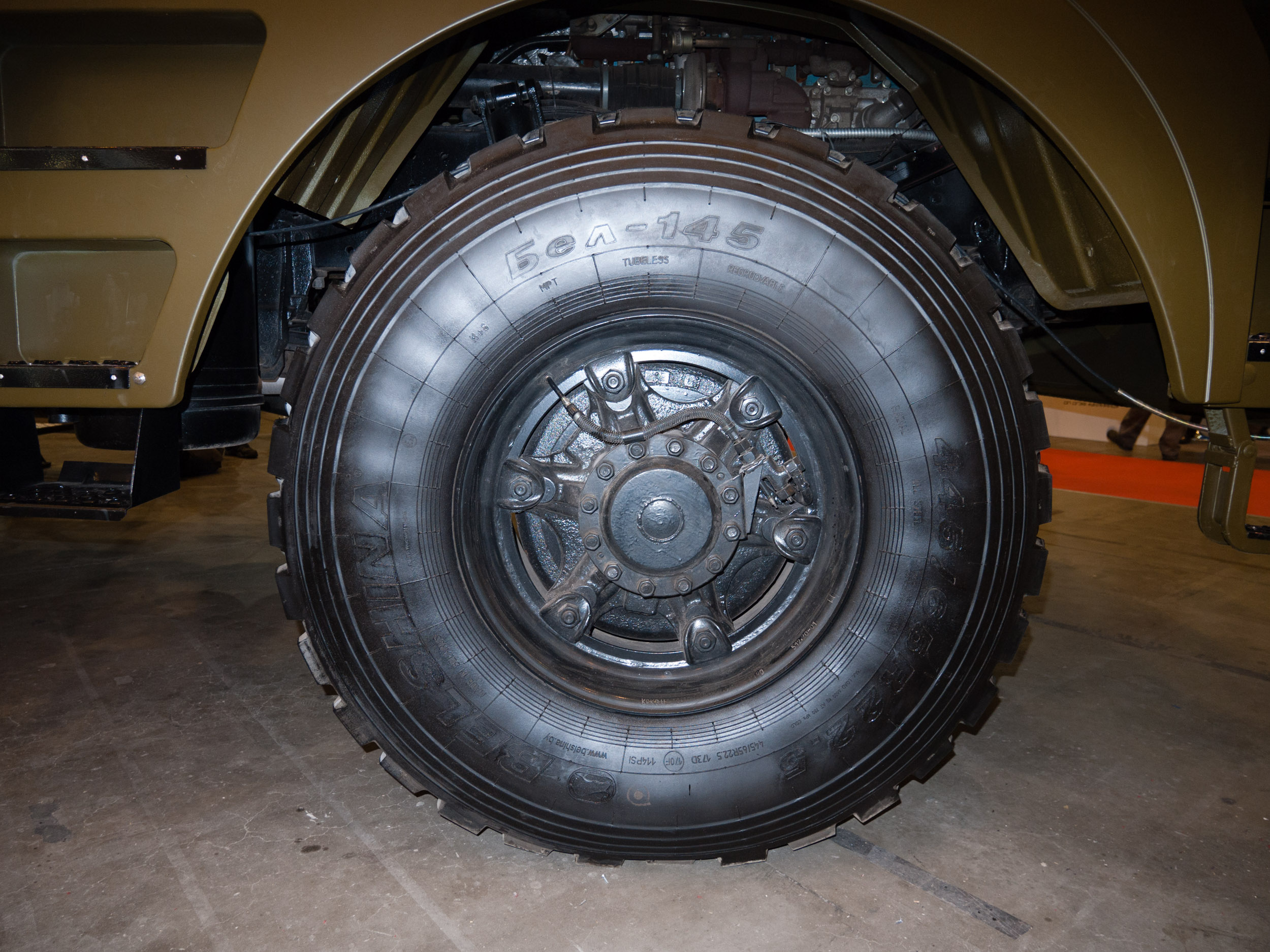
Переднее колесо
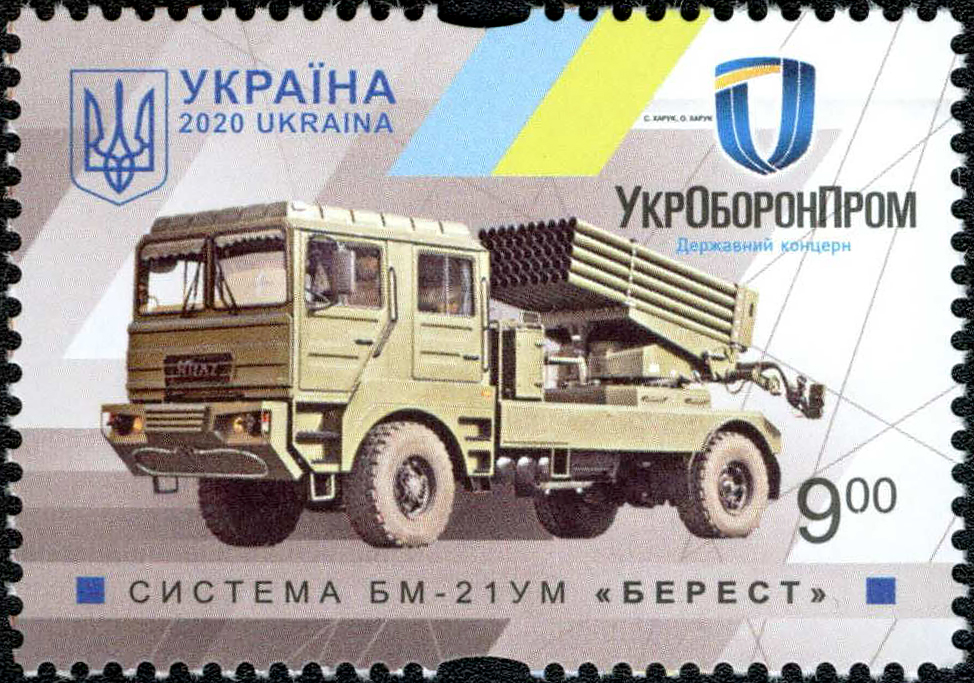
Почтовая марка с РСЗО «Берест»